# 우주의 조약돌

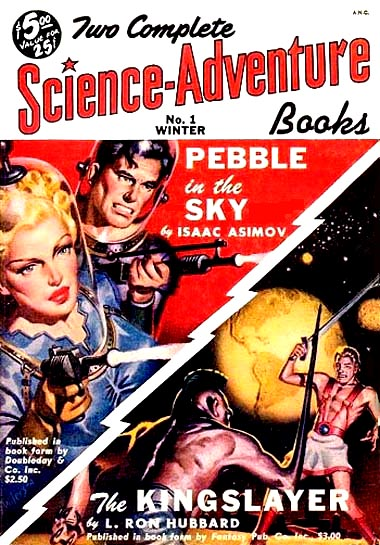

우주의 조약돌(Pebble in the Sky)은 아이작 아시모프가 1950년 발표한 과학소설이다. 우주 3부작인 은하 제국 시리즈에 속해 있으며, 파운데이션 시리즈와 같은 세계관을 공유한다.

## 줄거리
주인공 조셉 슈왈츠(Joseph Schwartz)는 시카고에서 살고 있는 20세기의 은퇴한 재단사이다. 어느날 길을 걷다가 우연한 사고의 여파로 수천년 후의 미래로 이동하게 된다. 갑작스럽게 미래에 홀로 떨어진 그는 언어의 심한 변화로 사람들과 대화가 불가능해졌다. 그래서 정신적 장애인으로 취급받으며 한 농장의 부부의 보살핌을 받게된다. 그 부부는 그를 정신능력을 확장하는 위험한 실험에 제공한다. 그는 실험 Synapsifier의 희생자가 될뻔 했지만 전화위복으로 정신계열 초능력을 얻게된다.
이때 지구는 방사선 오염이 심화되고 가난한 행성으로 지위가 추락하며 과거에 몇차례의 반란이 일어났었다. 내부적으로 은하제국에 속한 지구이지만 그에 반하는 지구 광신도들이 존재하였다. 그들은 치명적인 바이러스를 개발하여 지구외의 은하제국 사람들을 죽이려고 계획을 세운다. 이들 광신도에 주인공과 실험을 한 과학자 Affret Shekt, 딸, 고고학자인 친구가 잡히게 되는데 조셉의 능력에 의해 탈출하게 되고, 바이러스 테러를 막게된다.